# Bösingen (Alemania)
Bösingen es un municipio alemán perteneciente al distrito de Rottweil en el estado federado de Baden-Wurtemberg. Herrenzimmern es un barrio de Bösingen. En total, el municipio tiene unos 3.500 habitantes. Está ubicado por encima del valle del Neckar Superior en la Selva Negra Central.

## Puntos de interés
- Museo Agrícola en la colecturía que fue construida en 1858[3]
- Capilla de María[3]
- Ruina del Castillo de Herrenzimmern[3]